# Joachim Bandau
Joachim Bandau (Keulen, 18 april 1936) is een Duitse beeldhouwer, schilder en graficus.

## Leven en werk
Bandau werd geboren in Keulen en studeerde van 1957 tot 1960 aan de Staatliche Kunstakademie in Düsseldorf. In 1962 creëerde hij zijn eerste sculptuur. In 1966 was hij medeoprichter van de kunstenaarsgroep Gruppe K66 en in 1968 kreeg hij de Förderpreis für Plastik der Stadt Köln. In 1977 werd hij uitgenodigd voor deelname aan documenta 6 in Kassel. In 1987 won hij de Will-Grohmann-Preis van de Akademie der Künste in Berlijn.
Bandau doceerde van 1982 tot 1986 aan de Rheinisch-Westfälische Technische Hochschukle Aachen en was van 1988 tot 2001 hoogleraar beeldhouwkunst aan de Kunstakademie Münster in Münster.
De kunstenaar woont en werkt afwisselend in Aken en Stäfa (Zwitserland).

## Werken (selectie)
- Ensemble von drei Machinenfiguren (1975), Südgelände Friedrich-Alexander-Universität in Erlangen
- Troisdorfer Stadttor - 2-delig (1984), beide zijden van de voetgangerzone in Alt-Troisdorf in samenwerking met Victor Bonato
- Stele - Kern und Hülle (1989), beeldenroute Kunst am Campus van de Universität Augsburg in Augsburg
- B-A-C-H (1992), voor het Bach-Haus in Günthersleben-Wechmar
- Mahnmal (1995), Neue Synagoge Aachen in Aken
- Toleranz: Gleiches Gewicht - Gleichgewicht (1998), Theatervorplatz in Osnabrück
- Denkmal Flucht und Vertreibung (1999), Hallplatz in Neurenberg
- Gekippter Halbkreis, Kunst am Brombachsee, Kleiner Brombachsee (Fränkisches Seenland) in de deelstaat Beieren
- Kippende Würfel (2001), Elfried-Aulhorn-Strße in Tübingen

## Fotogalerij

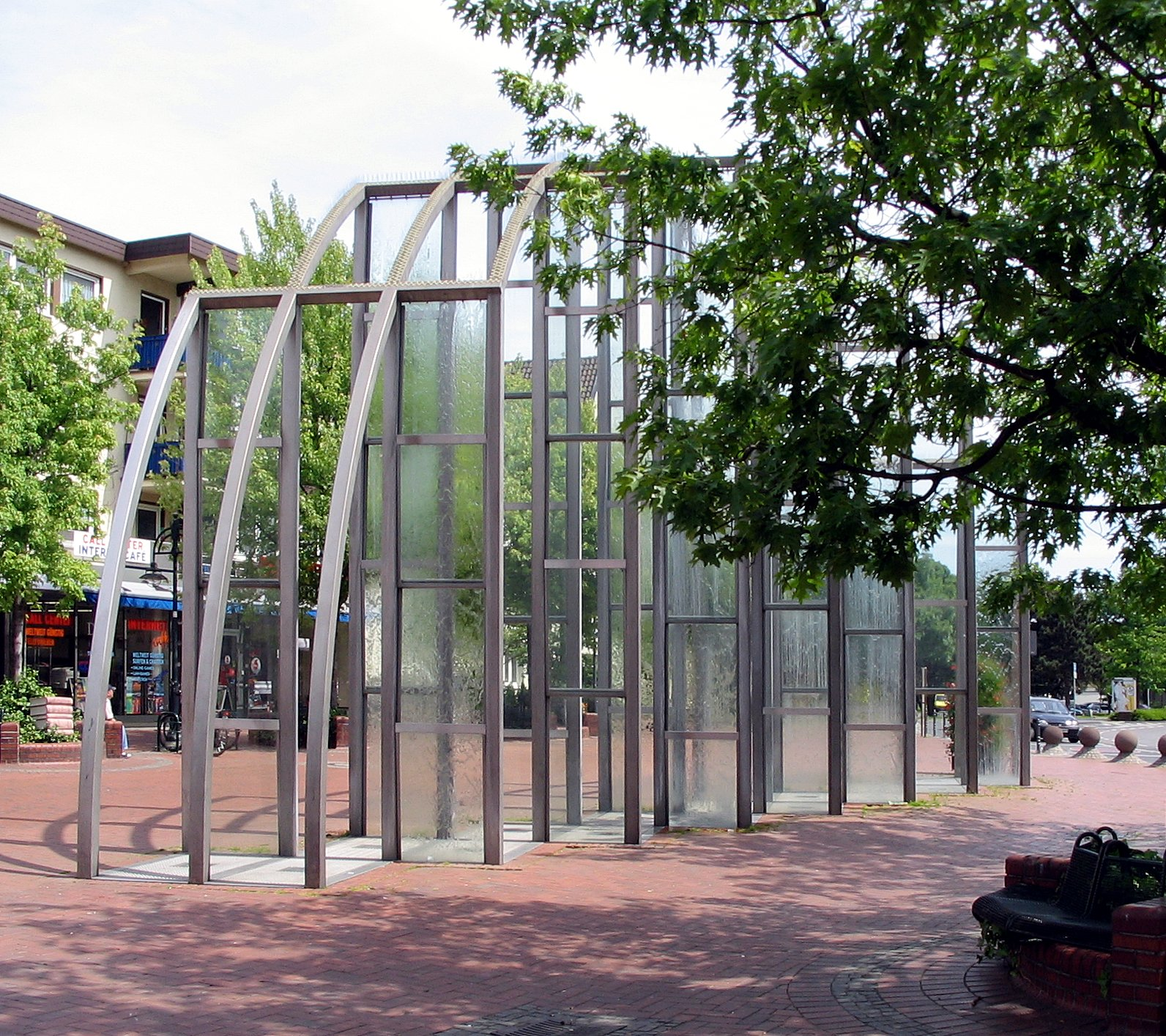
Troisdorfer Stadttor in Troisdorf
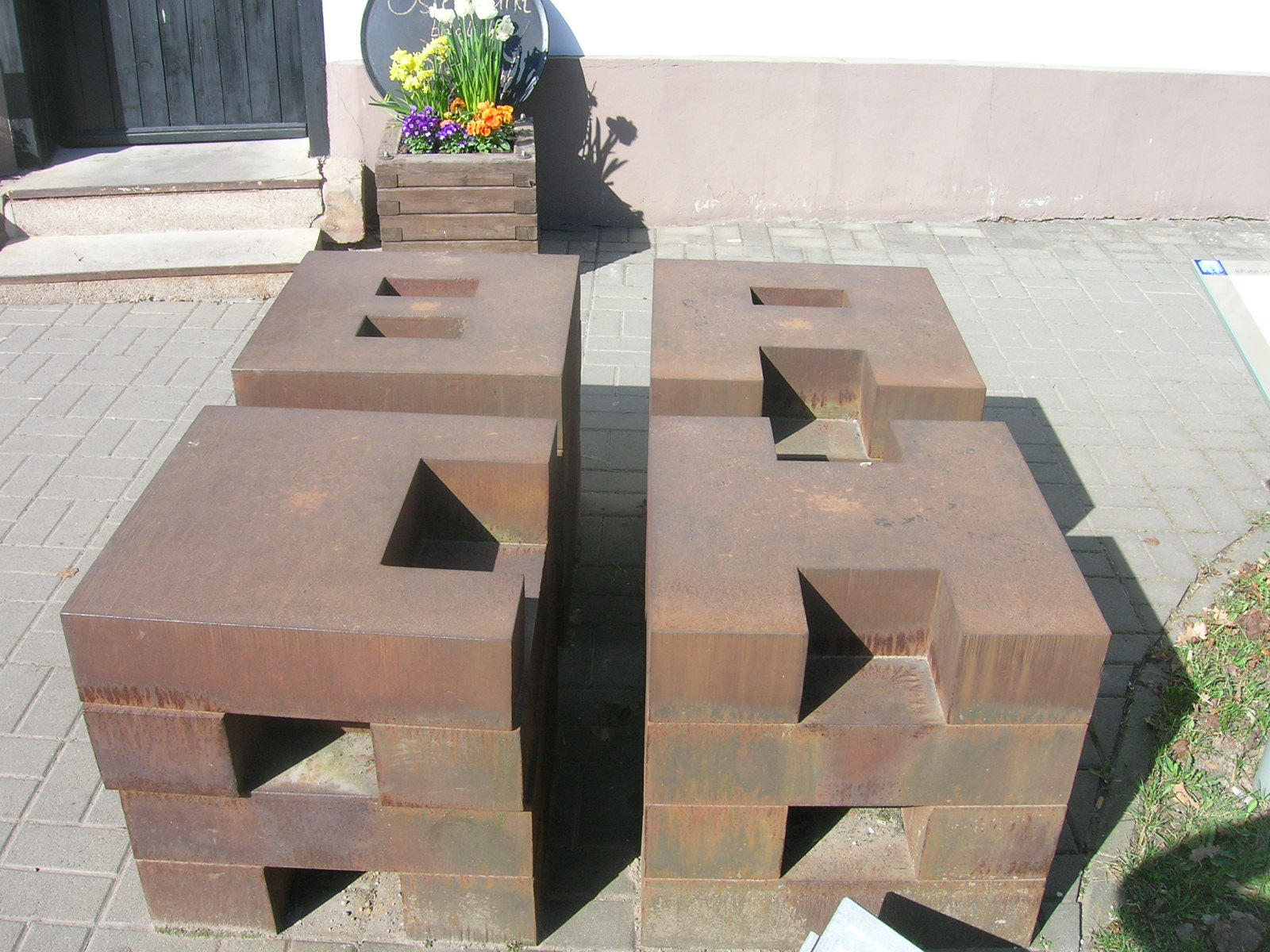
B-A-C-H in Wechmar
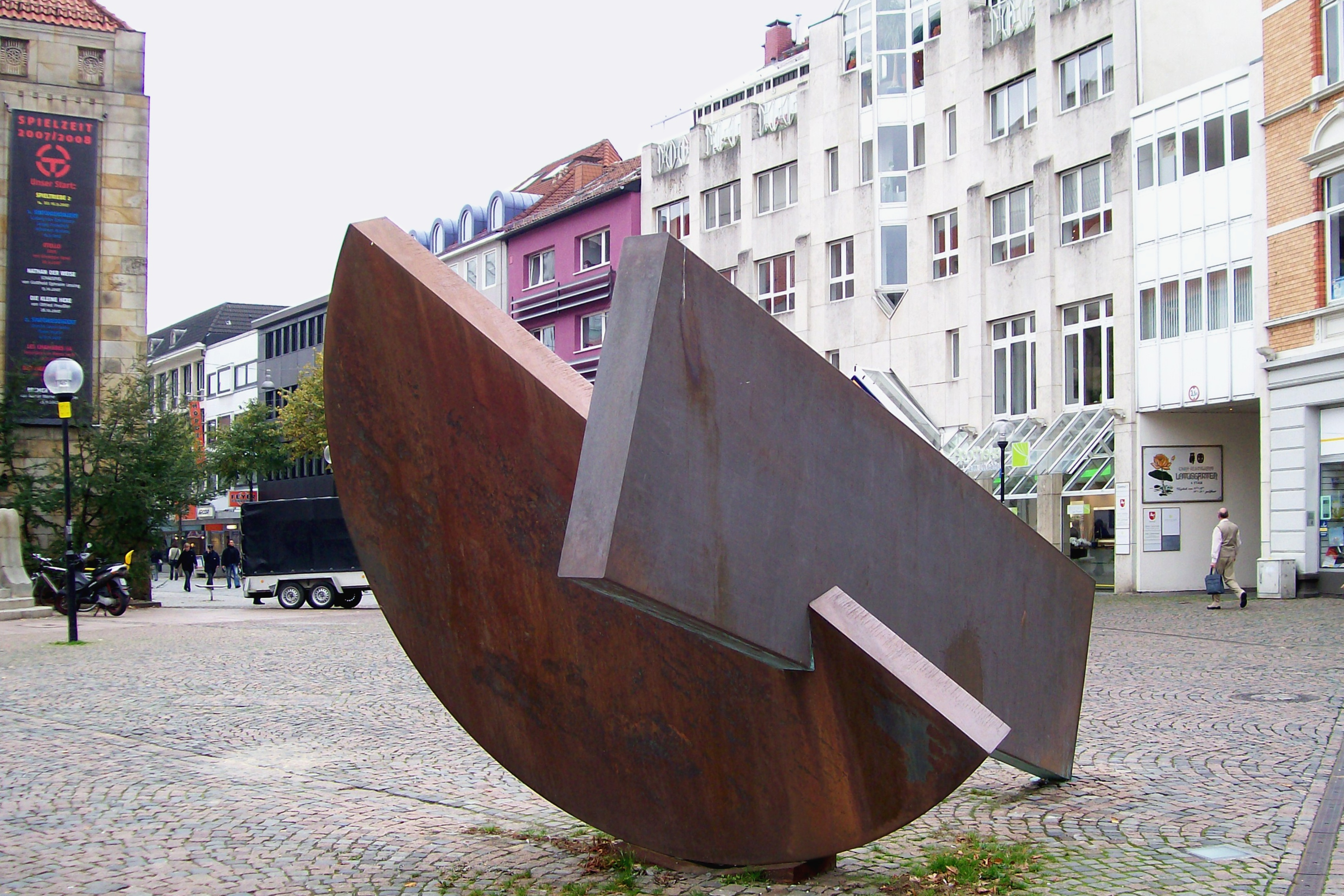
Toleranz in Osnabrück
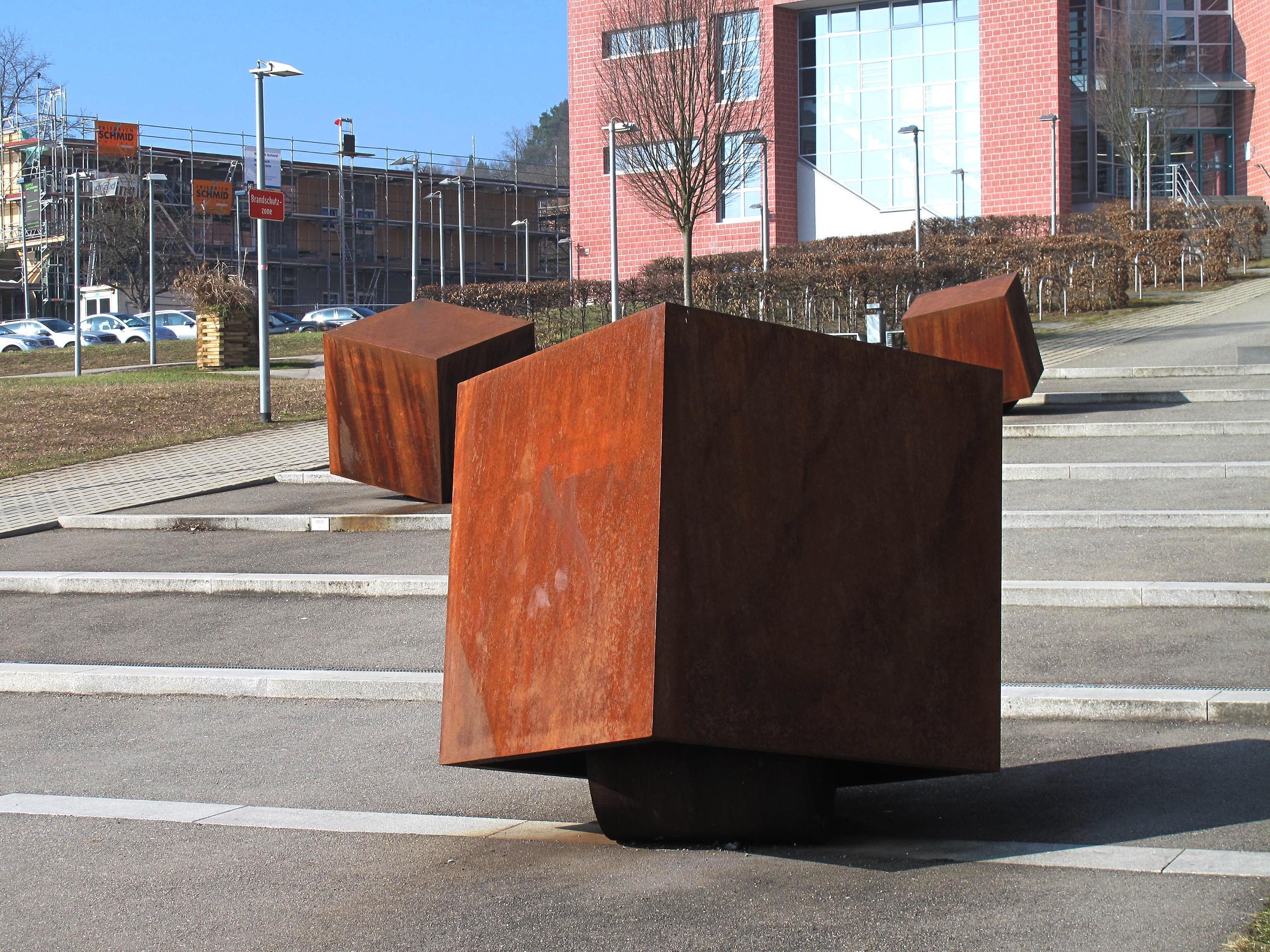
Kippende Würfel in Tübingen
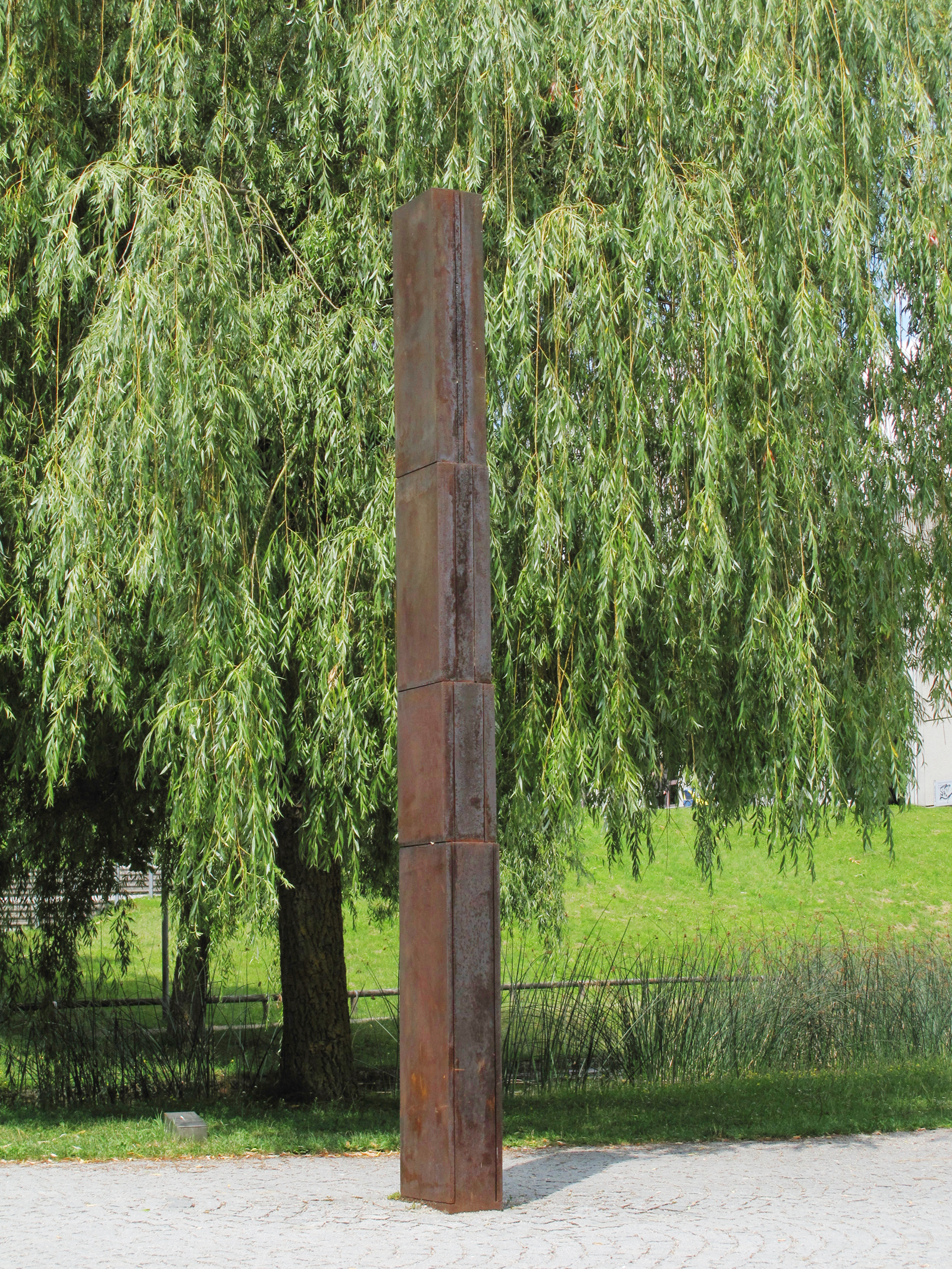
Stele - Kern und Hülle in Augsburg